# Ibahernando
Ibahernando este un oraș din Spania, situat în provincia Cáceres din comunitatea autonomă Extremadura. Are o populație de 568 de locuitori.

## Personalități născute aici
- Alejandro Cercas (n. 1949), europarlamentar;
- Javier Cercas (n. 1962), scriitor, specialist în literatură spaniolă;
- Eladio Viñuela⁠(es)[traduceți] (1937 - 1999), specialist în biologie moleculară.

1. ↑  Nomenclátor Geográfico de Municipios y Entidades de Población (20240402 edition)